# Bruce Payne
Pour les articles homonymes, voir Payne.
Bruce Payne est un acteur britannique né le 22 novembre 1958 à Londres.

## Filmographie sélective

### Cinéma
- 1983 : La Forteresse noire (The Keep), de Michael Mann
- 1986 : Absolute Beginners, de Julien Temple
- 1986 : Les Guerriers du soleil (Solarbabies), d'Alan Johnson
- 1986 : Pour la gloire (For Queen and Country) de Martin Stellman
- 1989 : Silence Like Glass (Zwei Frauen) de Carl Schenkel
- 1991 : Dans la peau d'une blonde (Switch), de Blake Edwards
- 1991 : Hurlements VI: Les monstres (Howling VI : The Freaks), de Hope Perello
- 1992 : Passager 57 (Passenger 57), de Kevin Hooks
- 1993 : Necronomicon (H.P. Lovecraft's: Necronomicon) de Brian Yuzna, Christophe Gans et Shūsuke Kaneko
- 1998 : Les Démineurs (Sweepers), de Keoni Waxman
- 1999 : Warlock : la rédemption (Warlock III: The End of Innocence), d'Eric Freisen : Warlock / Phillip Covington
- 2000 : Highlander: Endgame, de Douglas Aarniokoski
- 2000 : Donjons et Dragons (Dungeons & Dragons), de Courtney Solomon
- 2001 : Ripper (en), de John Eyres
- 2002 : Riders, de Gérard Pirès
- 2004 : One Point O, de Jeff Renfroe et Marteinn Thorsson
- 2005 : Donjons et Dragons, la puissance suprême (Dungeons & Dragons: Wrath of the Dragon God), de Gerry Lively
- 2005 : Aurora: Operation Intercept, de Paul Levine
- 2007 : Messages (en), de David Fairman
- 2008 : Brothel (en), de Amy Waddell
- 2010 : Dance Star (en), de Steven M. Smith
- 2010 : Prowl (en), de Patrik Syversen
- 2010 : Carmen's Kiss (en), de David Fairman
- 2012 : Greystone Park (en), de Sean Stone
- 2013 : Getaway, de Courtney Solomon
- 2013 : Victor Young Perez de Jacques Ouaniche
- 2014 : Tales of the Supernatural (en), de Steven M. Smith
- 2014 : Asylum (en) de Todor Chapkanov
- 2015 : Re-Kill (en), de Valeri Milev
- 2020 : Creators: The Past, de Piergiuseppe Zaia[1]

### Télévision
- 1990 : Hong Kong Connection : 7 épisodes
- 1993 : Full Eclipse, d'Anthony Hickox
- 2004 : Charmed : Un démon (saison 6 épisode 12)
- 2010 : Britannic, de Brian Trenchard-Smith

## Voix françaises
- Bernard Bollet dans Pour la gloire
- Max André dans Dans la peau d'une blonde
- Patrick Guillemin dans Passager 57
- Michel Vigné dans Full Eclipse
- François Siener dans Highlander: Endgame
- Matthieu Buscatto dans Donjons et Dragons
- Marc Alfos  dans Riders
- Daniel Beretta dans Donjons et Dragons, la puissance suprême